# Antisti Vet (cònsol any 116)
Antisti Vet (en llatí Antistius Vetus) va ser un magistrat romà que va viure a finals del segle i i a inicis del segle ii. Formava part de la gens Antístia i era de la família dels Vet.
Va ser cònsol en el regnat de Trajà l'any 116, amb Luci Fundani Làmia Elià. La notícia la donen els Fasti.